# キース・ケニフ
キース・ケニフ（Keith Kenniff）はアメリカ合衆国の音楽家、作曲家、プロデューサー。ジャンルは主にエレクトロニカ、環境音楽など。インディーズのバンド「Mint Julep」として活動する他、「SONO」「Goldmund」「Helios」などの名義で活動している。

## 経歴
ペンシルベニア州、ランカスター市生まれ。少年時代からギターやドラム、ベースなどを演奏していた。彼はバンド活動にてロック、ジャズ、古典音楽など幅広い音楽を演奏していた、そこでの活動から成功と挫折を味わい、同時に自身の音楽嗜好を把握することになる。その後キースはボストンの名門バークリー音楽院で打楽器を専攻するようになる。

## 音楽的特徴
Helios名義ではエレクトロニカ中心の音を中心に作られているが、時折出てくるピアノやギターを用いたドローンサウンド、などアンビエント寄りなのが特徴である。Goldmundでは現代音楽的なシンプルなピアノの旋律を、SONOではキースがドラムで双子の兄弟がベースを担当。シンプルなポストロック的なジャズを奏でている。Mint Julepはキースとキース夫人のHollieが組んだユニットである。キースがボーカルを担当するなど他のプロジェクトと比べてシューゲイザー色が強く出来上がっている。